# M5 Industries

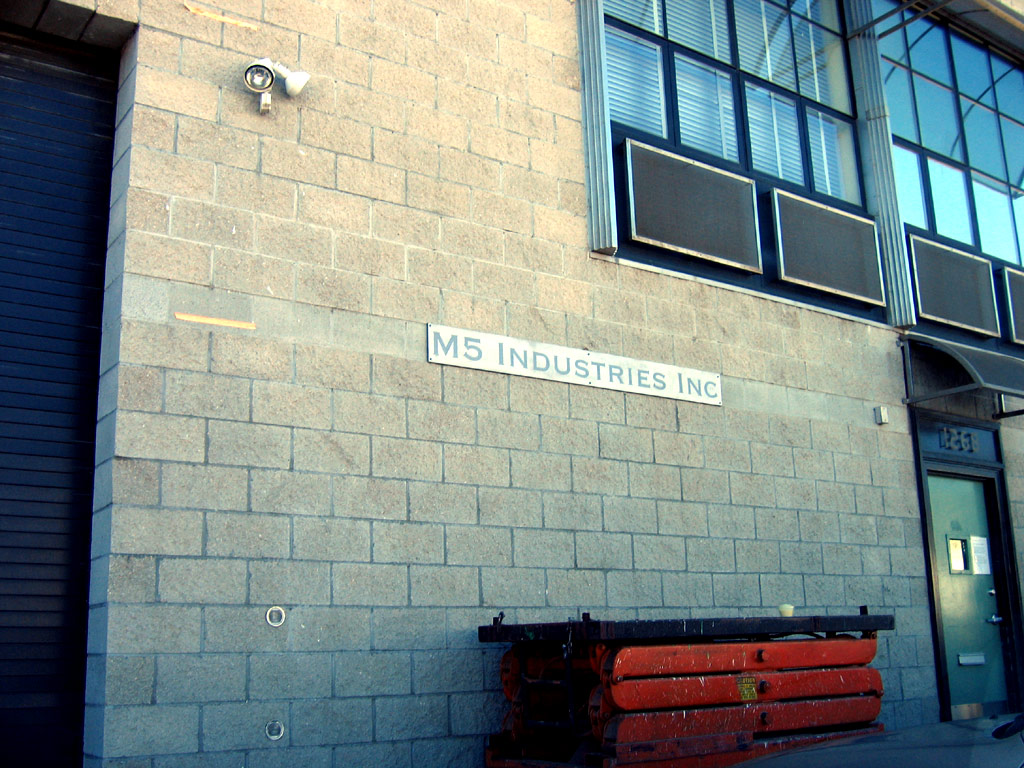
Instalaciones de M5 Industries en San Francisco, California.

M5 Industries, también conocida como M5i, es una empresa de efectos visuales radicada en San Francisco cuyo principal enfoque es el de crear efectos especiales para películas y anuncios comerciales, también hace animatrónica y animación.
M5 Industries ha hecho efectos especiales para muchos comerciales en los Estados Unidos, entre ellos destacan la máquina expendedora que dispara bebidas 7 Up, y un zapato Nike a control remoto.
La empresa fue fundada por Jamie Hyneman, coprotagonista de la serie Cazadores de Mitos, junto con Adam Savage en Discovery Channel. Muchas de las personas que aparecen en Los Cazadores de Mitos fueron en un comienzo, empleados de M5 Industries. La mayoría de los episodios eran grabados en M5, pero debido a limitaciones de espacio, ahora se graban en M7. un anexo de M5.
El nombre de M5 es realmente incorrecto, pues en un principio iba a llamarse Q Branch, en honor al famoso personaje de la saga de James Bond.